# Mark-Twain-Preis
Der Mark-Twain-Preis wird vom John F. Kennedy Center for the Performing Arts alljährlich seit 1998 für amerikanischen Humor verliehen. Benannt nach dem Schriftsteller Mark Twain ist der Preis Amerikas wichtigste humoristische Auszeichnung.
Die Preisverleihung 2007, zum 10-jährigen Jubiläum des Preises, fand erstmals im Opernhaus des Kennedy Centers statt. Zu den Präsentatoren gehörten Bob Costas, Robert De Niro, Danny DeVito, Jimmy Fallon, Whoopi Goldberg, John Goodman, David Letterman, Jon Lovitz, Rob Reiner, Paul Shaffer, Martin Short, Joe Torre, Barbara Walters und Robin Williams.
Bill Cosby nahm den Preis erst 2009 an, nachdem er seine Nominierung zuvor zweimal abgelehnt hatte. Im Mai 2018 widerrief das Kennedy Center die Auszeichnung für Cosby im Zuge der Vorwürfe von sexuellem Missbrauch gegen ihn.
Aufgrund der COVID-19-Pandemie fand die Preisverleihung 2020 und 2021 nicht statt.

## Preisträger
- 1998: Richard Pryor
- 1999: Jonathan Winters
- 2000: Carl Reiner
- 2001: Whoopi Goldberg
- 2002: Bob Newhart
- 2003: Lily Tomlin
- 2004: Lorne Michaels
- 2005: Steve Martin
- 2006: Neil Simon
- 2007: Billy Crystal
- 2008: George Carlin
- 2009: Bill Cosby – 2018 widerrufen[3]
- 2010: Tina Fey[6]
- 2011: Will Ferrell
- 2012: Ellen DeGeneres[7]
- 2013: Carol Burnett[8]
- 2014: Jay Leno[9]
- 2015: Eddie Murphy[10]
- 2016: Bill Murray[11]
- 2017: David Letterman[12]
- 2018: Julia Louis-Dreyfus[13]
- 2019: Dave Chappelle
- 2022: Jon Stewart[14]
- 2023: Adam Sandler[15]
- 2024: Kevin Hart[16]
- 2025: Conan O’Brien